# Geoffroyus geoffroyi
El lorito carirrojo (Geoffroyus geoffroyi) es una especie de ave sitaciforme de la familia Psittaculidae que habita en Australasia. Es un loro de cola corta con plumaje predominantemente verde. Muestra dimorfismo sexual, el macho tiene las mejillas rojas y la parte superior de la cabeza y nuca de color malva, mientras que las hembras tienen la cabeza marrón. Se reconocen 16 subespecies.

## Descripción
El lorito carirrojo mide alrededor de 20,3 cm de largo y tiene una envergadura alar entre 13,5 y 15,5 cm. Tanto el macho como la hembra tienen el plumaje predominantemente de color verde intenso, un cuerpo rechoncho y la cola corta. Los machos adultos tienen las mejillas y la garganta rojas con tonos rosados y el píleo y la nuca de color malva azulado, con la parte inferior de las alas azul y la parte superior del pico rosada. La hembra tiene la cabeza castaña con las mejillas y garganta pardo oliváceas, y su pico es del todo pardo grisáceo. Los juveniles tintes oliváceos pero sus cabezas son más verdes. Los individuos de todos los sexos y edades tienen los ojos amarillos. Sus picos están diseñados para comer semillas y frutos.

## Taxonomía
El lorito carirrojo fue descrito científicamente por el naturalista alemán Johann Matthäus Bechstein en 1811. Es una de las tres especies incluidas en el género Geoffroyus. Ocasionalmente este género se ha fusionado con Psittinus. 

### Subespecies
Se reconocen dieciséis subespecies.
- G. g. cyanicollis (Müller, 1841) en las Molucas septentrionales
- G. g. obiensis (Finsch, 1868) islas Obi, Molucas centrales del norte
- G. g. rhodops (Schlegel), 1864) Molucas meridionales
- G. g. explorator (Hartert, 1901) isla Seram Laut
- G. g. keyensis (Finsch, 1868) islas Kai
- G. g. floresianus (Salvadori, 1891) islas Menores de la Sonda occidentales
- G. g. geoffroyi (Bechstein, 1811) la subespecie nominal presente en las islas Menores de la Sonda orientales
- G. g. timorlaoensis (Meyer, 1884) islas Tanimbar
- G. g. pucherani (Souancé, 1856) noroeste de Nueva Guinea e islas papúes occidentales
- G. g. minor (Neumann, 1922) North New Guinea
- G. g. jobiensis (Meyer, 1874) islas Yapen y Mios Num y la bahía Cenderawasih
- G. g. mysoriensis (Meyer, 1874) Biak y Numfor y la bahía Geelvink
- G. g. orientalis (Meyer, 1891) península de Huon al noreste de Nueva Guinea. Posiblemente no sea distinta de aruensis; el píleo del macho es ligeramente más claro.[4]
- G. g. sudestiensis (De Vis, 1890) isla Misima y Tagula en el archipiélago de las Luisiadas
- G. g. cyanicarpus (Hartert, 1899) isla Rossel del archipiélago de las Luisiadas
- G. g. aruensis (Gray, 1858) islas Aru, al sur de Nueva Guinea, islas papúes del sur y extremo norte de Queensland

Las variedades sumbavensis y tjindanae propuestas como subespecies son sinónimas de floresianus; stresemanni de rhodops; explorator también es sinónima de rhodops.

## Distribución y hábitat

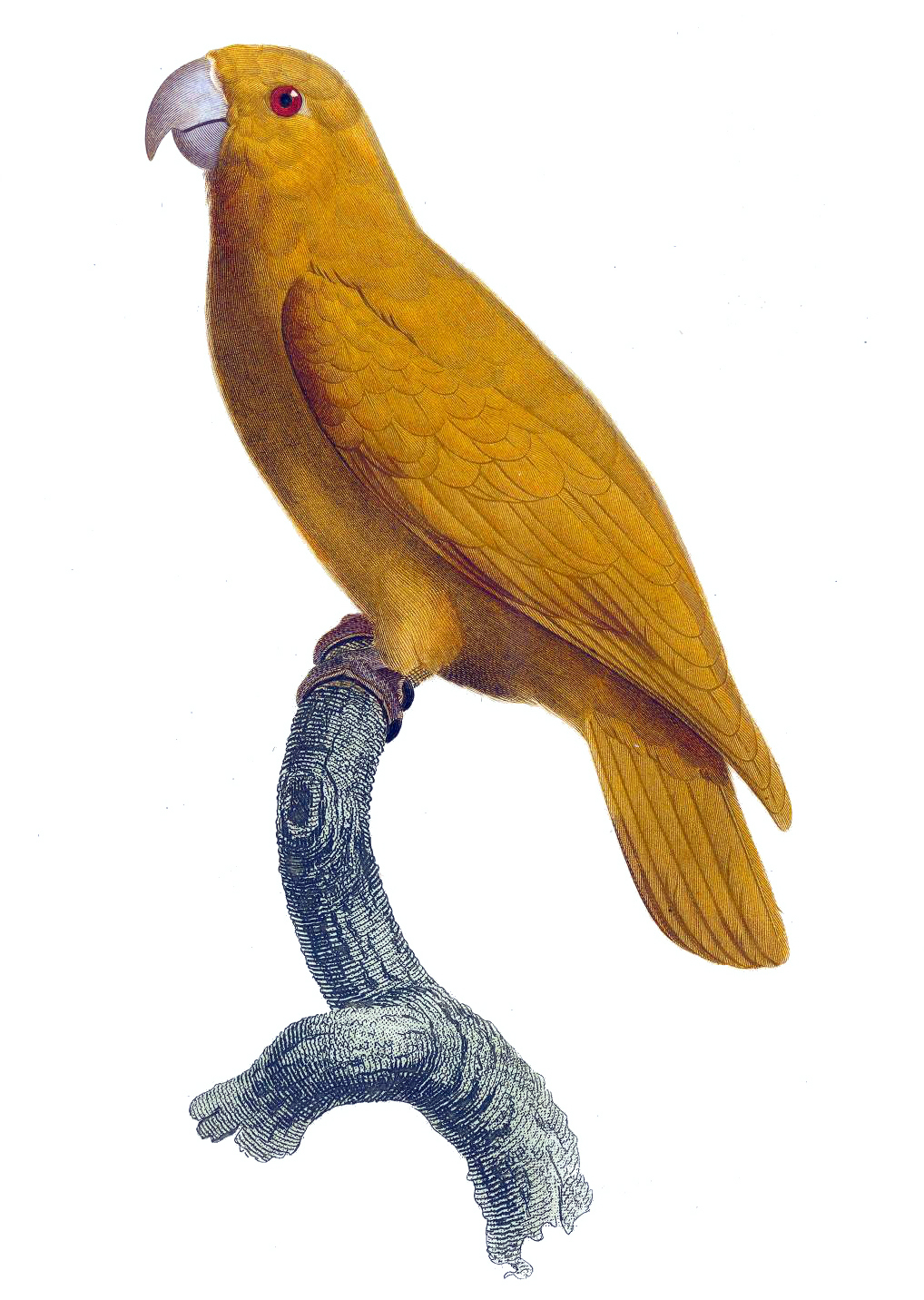
Variedad posiblemente extinta, Geoffroyus g. aureus

El lorito carirrojo se extiende por las islas Molucas, las islas Menores de la Sonda, Nueva Guinea y algunas otras islas menores circundantes hasta la Península del Cabo York en Australia. Su hábitat natural son las selvas tropicales y los manglares, especialmente a lo largo de los arroyos.

## Comportamiento
Los loros carirrojos generalmente viven en parejas o en pequeños grupos fuera de la estación de cría. Son aves bastantes tímidas excepto cuando se alimentan. Entonces se reúnen en grandes grupos y son ruidosos. Solo andan durante distancias cortas ya que sus patas están diseñadas para agarrarse a las ramas.
Se alimentan de semillas, frutos (principalmente higos), brotes y néctar. Entre los frutos y semillas que consumen se encuentran los de Corymbia papuana, Casuarina papuana y Ganophyllum falcatum. Durante la época de cría las hembras horadan huecos en los troncos de árboles podridos. Su puesta típica consta de tres huevos.